# Alija Garaeva
Alija Nurgajanovna Garaeva (in russo Алия Нургаяновна Гараева?; Sverdlovsk, 1º gennaio 1988) è un'ex ginnasta russa naturalizzata azera, che ha iniziato gareggiando per la Russia fino al 2005 e in seguito ha rappresentato l'Azerbaigian fino al suo ritiro avvenuto nel 2012. Tra i principali risultati raggiunti nella sua carriera figurano la medaglia di bronzo vinta nel concorso individuale ai Mondiali di Montpellier 2011 a cui si aggiungono altri due terzi posti, sempre nel concorso individuale, conquistati ai campionati europei (2010 e 2012).

## Biografia
Nata in una famiglia di origini tatare, Garaeva ha iniziato a rappresentare l'Azerbaigian ottenendo il 6º posto nel concorso individuale agli Europei di Mosca 2006. L'anno successivo comincia a vincere le sue prime medaglie laureandosi dapprima campionessa europea nella fune, oltre a vincere pure un bronzo nella gara a squadre durante gli stessi campionati, e in seguito sale anche sul podio ai Mondiali di Patrasso con un altro terzo posto nella gara a squadre.
Prende parte alle Olimpiadi di Pechino 2008 piazzandosi sesta nella finale del concorso individuale. Il 2010 è stato un anno particolarmente positivo per Alija Garaeva: agli Europei di Brema giunge terza nel concorso individuale e poi vince altre quattro medaglie di bronzo ai Mondiali di Mosca 2010.
Si presenta alle Olimpiadi di Londra 2012 stavolta tra le favorite, forte del terzo posto ottenuto ai precedenti Mondiali di Montpellier. Si qualifica alla fase finale piazzandosi terza, ma nella lotta per il podio olimpico viene superata dalla bielorussa Ljuboŭ Čarkašyna che la relega al quarto posto. Terminati i Giochi olimpici si ritira dall'attività agonistica.

## Palmarès
- Campionati mondiali di ginnastica ritmica

Patrasso 2007: bronzo nella gara a squadre.
Mie 2009: argento nella palla, bronzo nella gara a squadre.
Mosca 2010: bronzo nel cerchio, nella palla, nel nastro e nella gara a squadre.
Montpellier 2011: bronzo nell'all-around.
- Campionati europei di ginnastica ritmica

Baku 2007: oro nella fune, bronzo nella gara a squadre.
Baku 2009: argento nella gara a squadre.
Brema 2010: bronzo nell'all-around.
Nižnij Novgorod 2012: bronzo nell'all-around.
- Giochi mondiali

Kaohsiung 2009: bronzo nel nastro.
- Universiadi

Shenzhen 2011: argento nelle clavette.